# Manchester Evening News
Manchester Evening News (сокращённо MEN; в переводе — «вечерние новости Манчестера») — английская газета, которая издаётся в графстве Большой Манчестер, Северо-Западная Англия. Выходит шесть дней в неделю (кроме воскресенья). В феврале 2019 года начало выходить воскресное издание газеты под названием MEN on Sunday. Владельцем является компания Trinity Mirror plc, купившая права на газету в 2010 году у Guardian Media Group. Средний тираж газеты составлял в 2014 году более 52 тысяч, в 2017 году — более 39 тысяч.

## История
Первый номер газеты вышел в 1868 году в рамках кампании по выборам в Парламент Великобритании Митчелла Генри. После выборов газета была продана Джону Эдварду Тейлору, сыну основателя и владельца газеты Manchester Guardian (в настоящее время — The Guardian). Газета стала «вечерним» дополнением к «утренней» Guardian. После смерти Тейлора в 1907 году, Guardian была куплена главным редактором газеты Чарльзом Скоттом, тогда как Evening News перешёл под контроль семьи Алленов. В 1920-е годы Guardian Скотта приобрёл права на Manchester Evening News, вновь объединив две газеты под общим контролем. MEN была частью компании Guardian Media Group до февраля 2010 года, когда она и ряд других региональных газет была продана компании Trinity Mirror.
После покупки газеты руководство Trinity Mirror приняло решение о перемещении главного офиса MEN Media из района Спиннингфилдс в городском центре Манчестера в существующий офис Trinity Mirror в Чаддертон, Олдем. Там же находится типография, где печатаются все газеты Trinity Mirror в Северо-Западной Англии.

## Издания
Несмотря на слово «вечерние» (англ. evening) в названии, с ноября 2004 года газета выходит по утрам. Решение о переносе выпуска на утро вызвало протесты профсоюзов из-за изменения рабочих графиков.

### MEN Lite
В марте 2005 года газета запустила сокращённую «послеобеденную» версию газеты с названием MEN Lite, которая распространяется бесплатно в пределах городского центра Манчестера.

### «Частично бесплатная» газета
2 мая 2006 года Evening News отказалась от «лайт-версии» в пользу «частично бесплатной и частично платной» модели распространения основной газеты. Так, в городском центре Манчестера экземпляры газеты распространяются бесплатно, а жители других частей города и региона Большой Манчестер продолжают платить за неё.
В декабре 2006 года газета начала бесплатно распространяться в Манчестерском аэропорте и в больницах графства Большой Манчестер.
С января 2010 года газета перестала распространяться бесплатно в городском центре Манчестера и вышеперечисленных местах во все дни недели, кроме четверга и пятницы.

### Manchester Weekly News
Бесплатная версия газеты Manchester Weekly News, выходящая один раз в неделю, впервые вышла 2 апреля 2015 года. Газета доставляется по более чем 265 000 адресов в Большом Манчестере.